# 오노시 (효고현)
오노시(일본어: 小野市)는 일본 효고현 중남부, 히가시하리마의 거의 중심에 있는 시이다. 주판의 생산이 유명하다. 또 미키시와 함께 철물에서도 정평이 나 있어 반슈겸은 효고현의 전통 공예품으로 지정되어 있다.

## 개요
지역적으로는 기타하리마(북파) 권역으로 구분되는데, 교통권은 히가시하리마 교통권에 속하는 등 히가시하리마(히가시하리)로 구분되는 경우도 있다. 일기예보와 기상주의보·경보의 구분은 「효고현 남부」, 「하리마 남동부」에 속한다. 효고현의 현청 소재지인 고베시와 하리마 지방의 중심 도시인 히메지시의 거의 중간에 위치해 양 도시의 베드타운 기능을 하고 있다. 이러한 배경에서 1970년대부터 1980년대에 걸쳐 택지화가 진행되었다. 효고현에서 유수한 전통 공예 도시로 알려져 있으며, 주판 생산지로 유명하다. 동쪽으로 이웃한 미키시와 함께 철물로 알려져 있으며, 반슈 가마는 효고현의 전통 공예품으로 지정되어 있다.
- 오노시의 시화 해바라기 
 해바라기 언덕 공원
- 오노마쓰리(기타하리마 최대의 축제). [오노코이 오도리], 5000발의 불꽃이 발사된다.) [1]
- 浄土寺阿弥陀三尊立像（国宝）
- 金鑵（かなつるべ）城遺跡広場で撮影
- 꿈의 숲 공원에서 바라다보는 오노시의 야경

## 지리
중앙부에서 가코강이 남쪽으로 흐른다. 지역 구분은 히가시하리마, 혹은 기타하리마로 구분된다. 일기예보와 기상주의보·경보의 구분은 "효고현 남부", "하리마 남동부"에 속한다.

## 역사
- 1954년 12월 1일 - 가토군 오노정, 가와이촌, 기시촌, 이치바촌, 시모토조촌, 오베촌이 합병해 오노시가 성립하였다. 시 승격 후 면적은 90.95km2, 인구는 35,184명이다.
- 1956년 4월 1일 - 가토군 야시로정 구보키, 후루카와 지구를 편입해 현재의 시역이 확정되었다.

## 교통

### 철도
- 서일본 여객철도 가코가와선
- 고베 전철 아오선
- 호조 철도(일본어판) 호조선(일본어판)

### 도로
- 산요 자동차도
- 국도 제175호선 (일본)(일본어판)
- 국도 제372호선 (일본)(일본어판)
- 국도 제427호선 (일본)(일본어판)

## 인구
| 연도 | 인구   | ±%     |
| ---- | ------ | ------ |
| 1960 | 36,343 | —      |
| 1970 | 37,623 | +3.5%  |
| 1980 | 43,574 | +15.8% |
| 1990 | 46,007 | +5.6%  |
| 2000 | 49,432 | +7.4%  |
| 2010 | 49,685 | +0.5%  |